# Colletotrichum sublineola
Colletotrichum sublineola is een schimmel uit de familie Glomerellaceae. De wetenschappelijke naam is gepubliceerd in 1913 door Pier Andrea Saccardo en Alessandro Trotter, waarbij men de naam maar niet de beschrijving toeschreef aan de in 1908 overleden Paul Christoph Hennings; vandaar dat de auteur geciteerd wordt als "Henn. ex Sacc. & Trotter".

## Leefwijze
De soort heeft een parasitaire levenswijze en voedt zich via schimmeldraden met graanplanten waaronder sorgo (Sorghum) waar hij resideert. Door zijn wijze van voeden veroorzaakt hij het ziek worden van zijn gastheerplant. Deze plantenziekte wordt Sorghum-anthracnose genoemd.

## Kenmerken
Het sclerotium heeft een grote dichtheid, is zwart van kleur en de conidiën bestaan ieder uit een enkele maanvormige hyalinecel. Deze cellen zijn tussen de 17 en 39 bij 3 en 5 micrometer in omvang.
De appressoria hebben een donderbruine kleur en zijn onregelmatig eivormig van vorm. Het seta is ook donkerbruin en bevat tussen de drie en zes septa. De koloniën hebben een kleur die kan variëren van grijs tot donkergroenachtig.